# Mirthes Bernardes

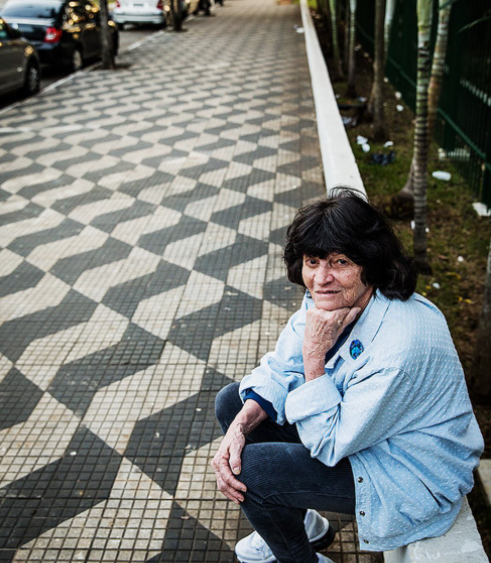
Mirthes Bernardes

Mirtes dos Santos Pinto, bekannt unter ihrem Künstlerinnennamen Mirthes Bernardes (geboren am 10. August 1934 in Barretos, Bundesstaat São Paulo; gestorben am 18. Dezember 2020 in São Paulo), war eine brasilianische bildende Künstlerin.
Mirthes Bernardes war die ursprüngliche Schöpferin einen Gehweg-Musters, das zum Symbol der Stadt São Paulo wurde. Die zahlreichen Bürgersteigen der Hauptstadt abgebildeten Formen wurden unter dem Namen „piso paulista“ bekannt.

## Leben

### Studium
Mirthes Bernardes wurde am 10. August 1934 in der Kleinstadt Barretos im Bundesstaat São Paulo geboren. Bernardes zog später nach São Paulo und studierte dort Pädagogik und soziale Arbeit an der Katholischen Universität von São Paulo (PUC-SP); ihr Studium schloss sie 1969 ab.
Im Rahmen ihres Studium absolvierte Bernardes auch zahlreiche künstlerische Kurse, darunter Bildhauerei und Keramik beim Künstler und Lehrer Sakai aus Embu das Artes; Öl- und Asphaltmalerei bei der Künstlerin Ana Moisés de Souza; Arbeiten mit Fasern bei den Teppichwebern der Nordküste São Paulos; sowie Emaille auf Metall bei dem Künstler und Lehrer Cid Freitas.

### Entwurf des „piso paulista“

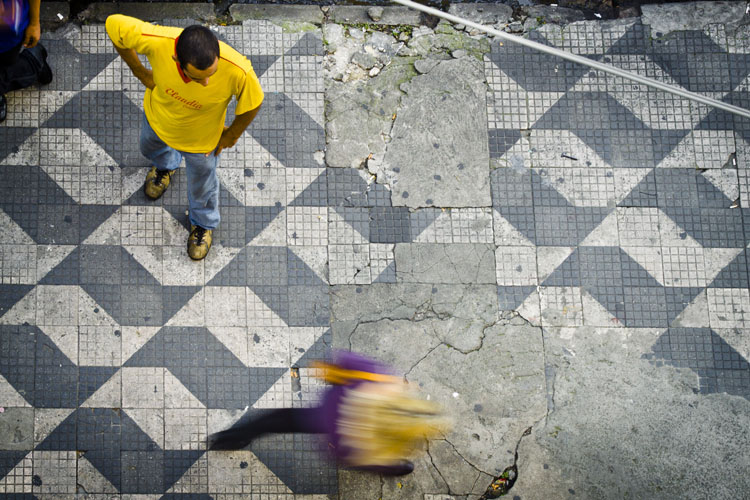
Bernardes entwarf das bis heute bekannte und berühmte Gehwegmuster São Paulos, das eine stilisierte Landkarte des Bundesstaates São Paulo darstellt

1965/66 fand im Auftrag des damaligen Bürgermeisters von São Paulo, José Vicente Faria Lima, ein Wettbewerb statt, um ein offizielles Muster für die Gehwege der Stadt zu bestimmen – analog zum berühmt gewordenen Gehwegmuster in Rio de Janeiro („calçada carioca“). Bernardes arbeitete zu der Zeit als Architekturzeichnerin beim Bauamt der Stadtverwaltung von São Paulo. In ihrer Freizeit entwarf sie – nach eigenen Angaben mehr aus Spaß heraus – eine Skizze für diesen Wettbewerb; ihr Vorgesetzter und Kollegen überredeten sie ihren Entwurf einzureichen, obwohl sie selbst diesen für zu simpel hielt. Ihre Skizze kam unter die vier Finalisten. Die endgültige Abstimmung fand nach der Verlegung der Entwürfe in der Rua da Consolação statt. Mirthes' Arbeit gewann – gegen Entwürfe wie ein Muster aus Kaffeebohnen oder stilisierte gehende Füße.
In den Folgejahren wurde die stilisierte Kontur der Landkarte des Bundesstaates São Paulo auf zahlreichen Gehwegen in Städten des Bundesstaates verwendet. Das Muster wurde als „piso paulista“ bekannt. Das simple Muster stellte eine stilisierte Landkarte des Bundesstaates São Paulo dar und benötigte nur acht Fliesen (zwei schwarze, zwei weiße und vier zweifarbige). Das Muster wurde zunächst in der Avenida Brigadeiro Faria Lima verlegt, danach in der Avenida Amaral Gurgel und auch an der berühmten Ecke der Avenida Ipiranga mit der Avenida São João.
Mirthes berichtete später, dass sie niemals irgendeine Vergütung für die weite Verbreitung ihres Entwurfes erhalten habe – trotz der Bekanntheit, die dieser erlangte. Sie kämpfte erfolglos um Anerkennung und ihre Urheberrechte. Sie soll enttäuscht und ernüchtert darüber gewesen sein, dass sie damit keinen Erfolg hatte. Über den Gehweg hinaus wurde das von Mirthes geschaffene Muster auch für T-Shirts, Tassen und Notizbücher verwendet. Als Zementfliese hergestellt, ließ sich das Design leicht produzieren und verlegen. Bernardes ’ Urheberschaft des Gehwegmusters war der Öffentlichkeit sehr lange nicht bekannt und kam erst durch eine Recherche des Design- und Architekturmagazins Projeto/Design 2004 ans Licht.

### Weiteres Leben
Bernardes nutze, nach eigener Darstellung, ihre Kunst als Werkzeug für soziales Engagement. Nach ihrem Abschluss im Jahr 1969 arbeitete sie als Sozialarbeiterin in Ilha Solteira im Bundesstaat Mato Grosso. Dort wurde gerade das Energiekomplex Urubupungá errichtet, bestehend aus den Wasserkraftwerken Jupiá, Ilha Solteira und Três Irmãos. Mirthes arbeitete direkt mit den Bauarbeitern des Energiekomplexes; u. a. leitete sie eine Kunst- und Musikgruppe. Später kehrte sie nach São Paulo zurück und arbeitete im Sozialministerium, später im Kulturministerium des Bundesstaates, bei der Stiftung Casa (damals Febem) sowie als Sozialarbeiterin in Haftanstalten des Bundesstaates.
Neben ihrer Tätigkeit als Sozialarbeiterin betätigt sich Bernardes auch weiterhin künstlerisch, vor allem im Bereich der Emaille- und Terrakotta-Kunst. Sie hinterließ Werke in privaten Sammlungen in Brasilien, Spanien, Frankreich und der Schweiz sowie im Museum für zeitgenössische Emaillekunst in Barcelona und in der Sammlung des Kunstmuseums der Legislativversammlung von São Paulo. Mirthes nahm an zahlreichen Ausstellungen im In- und Ausland teil.
Mirthes lebte die letzten Jahres ihres Lebens zurückgezogen mit ihrer Familie in Sorocaba. Sie verstarb am 18. Dezember 2020 in São Paulo im Alter von 86 Jahren.